# 南郷村 (静岡県)
南郷村（なんごうむら）は静岡県の西部、佐野郡・小笠郡に属していた村である。現在の東名高速道路掛川インターチェンジ周辺にあたる。

## 歴史

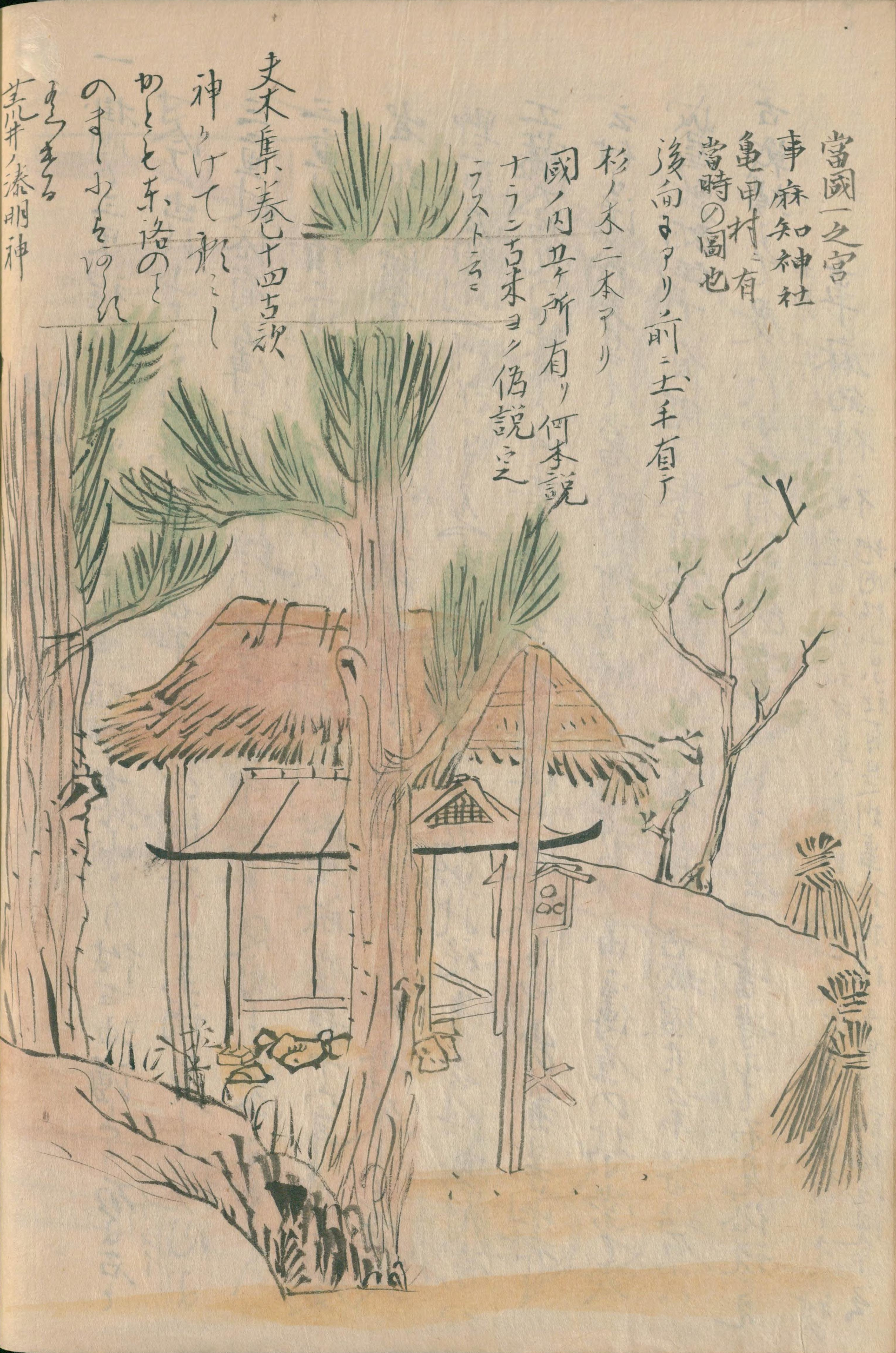
亀の甲の一之宮事任神社を描いた江戸時代の彩色画（「當國一之宮事麻知神社亀甲村ニ有當時の圖也」藤長庚編集『遠江古蹟圖會』1803年。国立国会図書館蔵）

- 1889年（明治22年）4月1日 - 町村制の施行により南西郷村、下俣村、長谷村、上張村、杉谷村、結縁寺村が合併して佐野郡南郷村が発足。
- 1891年（明治24年）6月11日 - 大字長谷が大池村に編入。
- 1893年（明治26年）12月12日 - 大字下俣・南西郷・結縁寺が掛川町に編入。
- 1896年（明治29年）4月1日 - 郡制の施行により所属郡が小笠郡に変更。
- 1943年（昭和18年）4月1日 - 掛川町に編入。同日南郷村廃止。

## 神社仏閣
- 結縁寺

## 交通

### 鉄道路線
日本国有鉄道東海道本線が村域を通過していたが、駅は所在しなかった。

### 道路
現在は東名高速道路の掛川インターチェンジが所在するが、当時は未開通。